# Howard Stark
Howard Anthony Walter Stark Jr. è un personaggio dei fumetti creato da Archie Goodwin (testi) e Don Heck (disegni), pubblicato dalla Marvel Comics. La sua prima apparizione avviene in Iron Man (Vol. 1) n. 28 (1º agosto 1970).
Fondatore delle Stark Industries e padre adottivo nel fumetto e di sangue nei film, di Tony Stark, Howard è un geniale inventore miliardario, carismatico, donnaiolo e tendente all'alcolismo la cui relazione con Tony è sempre stata tesa e difficile nonostante dal punto di vista caratteriale posseggano praticamente le stesse caratteristiche.

## Biografia del personaggio

### Primi anni
Nato a Richford, New York, dal magnate ferroviario Howard Stark Sr., differentemente da suo fratello minore Edward, Howard dimostra sin da bambino un'intelligenza fuori scala divenendo prima il braccio destro e poi l'erede degli affari paterni fondando, appena adolescente, la Stark Industries. Prodigio dell'ingegneria e della meccanica, l'insaziabile sete di ricerca di Howard lo porta a sviluppare e sperimentare nuove armi e tecnologie facendo sì che, raggiunta l'età adulta, la sua società diventi un caposaldo della produzione bellica e le sue innovazioni scientifiche contribuiscano a cambiare il mondo.
Durante la Seconda guerra mondiale, Howard lavora a stretto contatto col governo degli Stati Uniti prendendo parte allo sviluppo del Progetto Manhattan e dei robot Arsenal dopodiché, negli anni '50, con lo scoppio della Guerra Fredda, entra a far parte dello S.H.I.E.L.D. assieme a Nathaniel Richards conoscendo così Nick Fury e collaborando di frequente sia con lui che con Peggy Carter.

### Vita familiare
Diversi anni dopo, Howard si ritira dallo spionaggio e sposa Maria Collins Carbonell dalla quale ha un figlio, Arno, tuttavia, date le complicazioni dovute al travaglio, l'uomo è costretto ad accettare un patto con degli alieni per permettere la sopravvivenza della moglie e del figlio che nasce malato a causa di un'interferenza genetica e viene in seguito nascosto in un ospedale così da impedire agli alieni di servirsene per i loro scopi mentre la coppia adotta un altro bambino, Tony, cui Howard inculca subito l'imperativo morale che per avere successo occorra avere "acciaio nella spina dorsale". La vita familiare dell'industriale risulta però parecchio complicata: è infatti un marito infedele, un padre incapace di dimostrare il proprio affetto e un alcolista ben distante dall'immagine eroica che il resto del mondo ha di lui.
Durante i suoi ultimi anni di vita, Howard diviene membro del Club Infernale al solo scopo di partecipare ai lascivi party organizzativi, impedisce ad Obadiah Stane di assumere il controllo della sua società come minimo in un'occasione, affronta indirettamente il Teschio Rosso e incontra Uatu, l'Osservatore.

### Morte
Il 16 dicembre 1991 Howard e Maria Stark, diretti al pentagono per perfezionare la nuova formula del siero del super Soldato, vengono intercettati ed uccisi da James Buchanan "Bucky" Barnes che in quel periodo era sotto il controllo dell'HYDRA e interpretava il ruolo del Soldato d'inverno. I coniugi Stark sono dichiarati morti a causa di un incidente stradale. Grazie al siero rubato l'HYDRA sarà in grado di creare altri cinque super soldati che però, a causa di problemi con il controllo mentale, vengono criogenizzati per essere utilizzati in futuro. Tuttavia, in Captain America: Civil War, il barone Zemo rintraccia la loro posizione e, una volta scoperto dove sono nascosti, li uccide per evitare che se ne faccia di nuovo uso.

## Altre versioni

### House of M
Nella realtà alternativa di House of M, Howard Stark è vivo e, assieme al figlio, a Forge e a Hank McCoy prende parte allo sviluppo di un'armatura capace di abbattere una Sentinella se necessario, tuttavia rivela in seguito di star complottando contro Magneto programmando alcune Sentinelle affinché obbediscano ai suoi ordini di modo che il figlio le sconfigga nei panni di Iron Man guadagnando così il rispetto dei mutanti, viene però scoperto e ucciso da Magneto stesso.

### Marvel Noir
Nella serie Iron Men Noir, Howard subisce un lavaggio del cervello da parte dei nazisti, diviene il Barone Zemo e muore per mano del figlio.

### Ultimate
Nell'universo Ultimate, è vivo e viene imprigionato con la falsa accusa di aver assassinato il rivale d'affari e secondo marito della sua ex-moglie Loni, Zebediah Stane, nonostante in realtà sia stata la donna ad incastrarlo e in prigione venga quasi ucciso da un sicario mandato dalla stessa. Successivamente tuttavia, il figlio riesce a provare la sua innocenza e farlo rilasciare sebbene venga poi rivelato che tali avvenimenti siano romanzati e facciano in realtà parte di un film TV sulla vita degli Stark.

## Altri media

### Animazione

#### Film
- Nel film d'animazione del 2007 L'invincibile Iron Man Howard Stark compare in un ruolo minore.
- In Iron Man: Rise of Technovore, Tony Stark battezza un suo satellite artificiale come il defunto padre.

#### Serie
- Howard Stark compare nella serie animata Iron Man.
- In Iron Man: Armored Adventures il personaggio, dato per morto anni prima, si scopre essere in realtà prigioniero del Mandarino e viene liberato dal figlio.
- Il personaggio viene menzionato in Avengers - I più potenti eroi della Terra.
- Howard Stark ha un cameo in un episodio dell'anime Iron Man.
- Howard Stark compare nella serie animata Avengers Assemble.
- Il personaggio è ricomparso nuovamente nella serie animata Iron Man e i suoi fantastici amici.

### Marvel Cinematic Universe
Nel franchise del MCU, Howard Stark compare interpretato da più attori:
- In Iron Man (2008) Howard, interpretato da Gerard Sanders, fa un breve cameo durante un filmato dedicato alla sua memoria.
- In Iron Man 2 (2010) Howard, interpretato da John Slattery, compare in una registrazione consegnata a Tony dallo S.H.I.E.L.D. in cui dichiara al figlio la stima e l'affetto nutriti nei suoi confronti e che, quand'era in vita, non è mai riuscito a esternare.
- In Captain America - Il primo Vendicatore (2011) la versione giovanile di Howard, interpretato da Dominic Cooper, partecipa al Progetto: Rinascita, è l'inventore del costume e dello scudo di Captain America nonché, dopo la guerra, cofondatore dello S.H.I.E.L.D., come mostrato nel "Marvel One Shot" Agente Carter (2013). Si scopre in Captain America: The Winter Soldier (2014) che l'HYDRA, infiltratasi nello S.H.I.E.L.D., ha rapito Bucky e l'ha trasformato in uno spietato assassino noto come il Soldato d'Inverno che è responsabile della morte di Howard e di sua moglie.
- Dominic Cooper riprende il ruolo del giovane Howard Stark nella serie televisiva Agent Carter (2015)[19][20] dove, contrariamente alla controparte cartacea, afferma che la sua famiglia ha umili origini contadine.
- In Ant-Man (2015) Slattery riprende il ruolo di Howard Stark in un flashback datato 1989.
- In Captain America: Civil War (2016) viene mostrata la morte di Howard, ancora interpretato da Slattery, e Maria Stark, avvenuta il 16 dicembre 1991, in un incidente d'auto orchestrato dall'HYDRA ed eseguito dal Soldato d'inverno, al fine di rubare il siero del super soldato che, grazie agli studi di Howard Stark, la Riserva Scientifica Strategica era riuscita a riprodurre.
- In Avengers: Endgame (2019) Howard, nuovamente interpretato da Slattery, incontra Tony nel 1970 quando quest'ultimo torna indietro nel tempo per recuperare il Tesseract, discutendo brevemente con lui sul suo futuro figlio (ignaro di avercelo davanti) poiché sua moglie è incinta, prima di andarsene, notando che Tony ha qualcosa di familiare e quindi gli piace la barbetta.
- Il personaggio compare anche nella serie animata del Marvel Cinematic Universe What If...? (2021).

### Videogiochi
- Howard Stark compare nel videogioco Captain America: Il super soldato.
- Howard Stark è un personaggio assemblabile in LEGO Marvel Super Heroes.